# Metaltella
Metaltella is een spinnengeslacht uit de familie Desidae. De soorten komt voor in Zuid-Amerika.

## Onderliggende soorten
- Metaltella arcoiris (Mello-Leitão, 1943)
- Metaltella iheringi (Keyserling, 1891)
- Metaltella imitans (Mello-Leitão, 1940)
- Metaltella rorulenta (Nicolet, 1849)
- Metaltella simoni (Keyserling, 1878)
- Metaltella tigrina (Mello-Leitão, 1943)